# Cantón de Le Mée-sur-Seine
El cantón de Le Mée-sur-Seine era una división administrativa francesa, que estaba situada en el departamento de Sena y Marne y la región de Isla de Francia.

## Composición
El cantón estaba formado por cinco comunas:
- Boissettes
- Boissise-la-Bertrand
- Cesson
- Le Mée-sur-Seine
- Vert-Saint-Denis

## Supresión del cantón de Le Mée-sur-Seine
En aplicación del Decreto n.º 2014-186 de 18 de febrero de 2014, el cantón de Le Mée-sur-Seine fue suprimido el 22 de marzo de 2015 y sus cinco comunas pasaron a formar parte del nuevo cantón de Savigny-le-Temple.